# Colonia Baranda
Colonia Baranda är en ort i Argentina.   Den ligger i provinsen Chaco, i den nordöstra delen av landet, 800 km norr om huvudstaden Buenos Aires. Colonia Baranda ligger 60 meter över havet och antalet invånare är 336.
Terrängen runt Colonia Baranda är mycket platt. Runt Colonia Baranda är det ganska tätbefolkat, med 116 invånare per kvadratkilometer..
I omgivningarna runt Colonia Baranda växer huvudsakligen savannskog.